# Raïon de Mikhaïlovka (kraï du Primorié)
Le raïon de Mikhaïlovka  (en russe : Миха́йловский райо́н, Mikhaïlovski raïon) est une subdivision administrative (raïon) et une municipalité (raïon municipal) du kraï du Primorié en Russie. Situé en Extrême-Orient russe dans le kraï de l'Oussouri, il se situe dans la plaine du Khanka dans le centre-sud du Primorié. Son centre administratif est le village de Mikhaïlovka, et il compte en tout 31 localités répartis en 7 municipalités. Sa population s'élevait à 28 755 habitants en 2023.

## Géographie
Le raïon de Mikhaïlovka est situé dans le centre-sud-ouest du kraï du Primorié, un sujet de l'Extrême-Orient russe. Il s'établit sur une superficie de grand, avec 274 km2, dans la région naturelle du kraï de l'Oussouri et de plaine du Khanka. Le raïon borde 7 subdivisions du kraï du Primorié : l'okroug urbain d'Oussouriïsk au sud, le raïon de Chkotovo au sud-est, le raïon d'Anoutchino à l'est, le raïon de Tchernigovka au nord-est, le raïon de Khorol au nord et le raïon d'Octobre à l'ouest. La longueur totale des frontières est de 380 kilomètres,.

## Histoire
Le raïon de Mikhaïlovka a été créé le 4 janvier 1926 par décret du Comité exécutif central panrusse.

## Politique et administration
Le raïon de Mikhaïlovka est un raïon municipal, qui comprend donc des municipalités. Il y a ainsi 7 municipalités, dont 1 établissement urbain, et 6 établissements ruraux. Chaque municipalité a son propre pouvoir exécutif et sa propre assemblée locale.
| № | Municipalité                             | Centre administratif | Nombre de localités | Population (2021) | Superficie (km²) |
| - | ---------------------------------------- | -------------------- | ------------------- | ----------------- | ---------------- |
| 1 | Établissement urbain de Novotchakhtinski | Novotchakhtinski     | 2                   | 7403              | 135,15           |
| 2 | Établissement rural de Grigorievka       | Grigorievka          | 4                   | 1556              | 27,41            |
| 3 | Établissement rural d'Ivanovka           | Ivanovka             | 8                   | 4612              | 361,50           |
| 4 | Établissement rural de Krémovo           | Krémovo              | 3                   | 1886              | 233,49           |
| 5 | Établissement rural de Mikhaïlovskoïe    | Mikhaïlovka          | 7                   | 10078             | 222,77           |
| 6 | Établissement rural d'Ossinovka          | Ossinovka            | 2                   | 1700              | 242,50           |
| 7 | Établissement rural de Sun Yat-sen       | Pervomaiskoïe        | 5                   | 2002              | 258,50           |

## Population et société

### Démographie
Au 1er janvier 2022, la population était de 27 083 personnes, dont urbaine 6 352 personnes et rurale 20 731 personnes. Il est le cinquième raïon (municipal ou okroug municipal) le plus peuplé du Primorié. La population en âge de travailler représente 52,4 % de la population totale.
Recensements (*) ou estimations de la population,:
| 1926*  | 1929   | 1931   | 1939*  | 1959*  | 1970*  |
| ------ | ------ | ------ | ------ | ------ | ------ |
| 30 657 | 32 679 | 37 300 | 21 157 | 28 645 | 33 001 |

| 1979*  | 1989*  | 2002*  | 2010*  | 2012   | 2013   |
| ------ | ------ | ------ | ------ | ------ | ------ |
| 37 639 | 44 150 | 37 541 | 34 437 | 33 603 | 32 941 |

| 2014   | 2015   | 2016   | 2017   | 2018   | 2019   |
| ------ | ------ | ------ | ------ | ------ | ------ |
| 32 216 | 31 428 | 30 954 | 30 238 | 29 483 | 28 666 |

| 2020   | 2021*  | 2022   | 2023   | - | - |
| ------ | ------ | ------ | ------ | - | - |
| 28 383 | 29 311 | 29 109 | 28 755 | - | - |

### Localités
Le raïon de Mikhaïlovka comptait au 29 juin 2023 31 localités, dont une commune urbaine. La localité la plus peuplée était le village de Mikhaïlovka avec 8 618 habitants au recensement de 2021.
| Liste des localités | Liste des localités | Liste des localités | Liste des localités         | Liste des localités         | Liste des localités                      |
| N°                  | Localité            | Statut              | Population Recensement 2010 | Population Recensement 2021 | Municipalité                             |
| ------------------- | ------------------- | ------------------- | --------------------------- | --------------------------- | ---------------------------------------- |
| 1                   | Abramovka           | village             | 818                         |                             | Établissement urbain de Novotchakhtinski |
| 2                   | Vassilievka         | village             | 644                         |                             | Établissement rural de Grigorievka       |
| 3                   | Gorbatka            | village             | 318                         |                             | Établissement rural de Mikhaïlovskoïe    |
| 4                   | Gornoïe             | possoliok           | 1860                        | 1 005                       | Établissement rural d'Ivanovka           |
| 5                   | Grigorievka         | village             | 729                         |                             | Établissement rural d'Ivanovka           |
| 6                   | Dalnéïé             | village             | 142                         |                             | Établissement rural de Grigorievka       |
| 7                   | Danilovka           | village             | 523                         |                             | Établissement rural de Sun Yat-sen       |
| 8                   | Doubki              | village             | 132                         |                             | Établissement rural d'Ossinovka          |
| 9                   | Zelioni Iar         | village             | 40                          |                             | Établissement rural de Grigorievka       |
| 10                  | Ivanovka            | village             | 2533                        | 2 152                       | Établissement rural de Mikhaïlovskoïe    |
| 11                  | Kirpitchnoïe        | hameau              | 90                          |                             | Établissement rural d'Ivanovka           |
| 12                  | Krémovo             | village             | 1503                        | 1 092                       | Établissement rural de Mikhaïlovskoïe    |
| 13                  | Léninskoïe          | village             | 195                         |                             | Établissement rural de Krémovo           |
| 14                  | Loubianka           | village             | 187                         |                             | Établissement rural de Sun Yat-sen       |
| 15                  | Lialitchi           | village             | 1033                        |                             | Établissement rural d'Ivanovka           |
| 16                  | Mikhaïlovka         | village             | 9153                        | 8 618                       | Établissement rural de Krémovo           |
| 17                  | Novotchakhtinski    | commune urbaine     |                             | 7119                        | Établissement rural de Mikhaïlovskoïe    |
| 18                  | Nerkouglovo         | village             | 419                         |                             | Établissement rural de Mikhaïlovskoïe    |
| 19                  | Nikolaïevka         | village             | 638                         |                             | Établissement rural d'Ivanovka           |
| 20                  | Novoïé              | village             | 129                         |                             | Établissement rural de Mikhaïlovskoïe    |
| 21                  | Novozhatkovo        | village             | 214                         |                             | Établissement rural de Grigorievka       |
| 22                  | Osinovka            | village             | 1491                        | 1 377                       | Établissement rural d'Ossinovka          |
| 23                  | Otradnoïe           | village             | 132                         |                             | Établissement rural d'Ivanovka           |
| 24                  | Pavlovka            | village             | 456                         |                             | Établissement urbain de Novotchakhtinski |
| 25                  | Pervomaiskoïe       | village             | 1640                        | 1 397                       | Établissement rural de Sun Yat-sen       |
| 26                  | Pereliotni          | gare ferroviaire    | 103                         |                             | Établissement rural de Krémovo           |
| 27                  | Pestchanoïe         | village             | 280                         |                             | Établissement rural de Mikhaïlovskoïe    |
| 28                  | Rodnikovoïe         | village             | 184                         |                             | Établissement rural de Sun Yat-sen       |
| 29                  | Stepnoïé            | village             | 196                         |                             | Établissement rural de Sun Yat-sen       |
| 30                  | Tarassovka          | village             | 198                         |                             | Établissement rural d'Ivanovka           |
| 31                  | Tchiriaïevka        | village             | 616                         |                             | Établissement rural d'Ivanovka           |

## Économie
Le raïon comptait en 2022 plus de 250 organisations actives dans l'économie, qui employaient environ 6 800 personnes. Les entreprises privées représentent plus de 60 % du nombre total des organisations. Les principaux domaines de l'activité sont l'industrie minière du charbon, avec la grande mine à ciel ouvert de Novovhakhtinskoïe qui appartient à la JSC Primorskugol près de Pavlovka, et l'agriculture, activité traditionnelle de la région.
Le raïon est la quatrième subdivision de l'oblast en termes de volume de produits industriels expédiés, et la troisième en termes de production agricole. Les principales entreprises agricoles qui sont actives dans le raïon en 2022  RusAgro LLC, Primorye et NK Lotos LLC Transformation. En 2007, 14 grandes et moyennes entreprises du secteur agricole employait plus de 800 personnes. Sinon, on compte comme activités économiques l'électricité et le chauffage, la sylviculture et l'industrie du bois, l'imprimerie et l'industrie des matériaux de construction.
Le raïon de Mikhaïlovka est traversé par la route fédérale A370, qui relie Khabarovsk au nord à Vladivostok au sud, ainsi que par le transsibérien. Au niveau d'Ossinovka commence depuis l'A370 la route régionale 05N-100, qui va vers Arseniev, Kavalerovo, Dalnegorsk pour terminer à Roudnaïa Pristan,.

## Galerie

Raïon de Mikhaïlovka (sélection) :
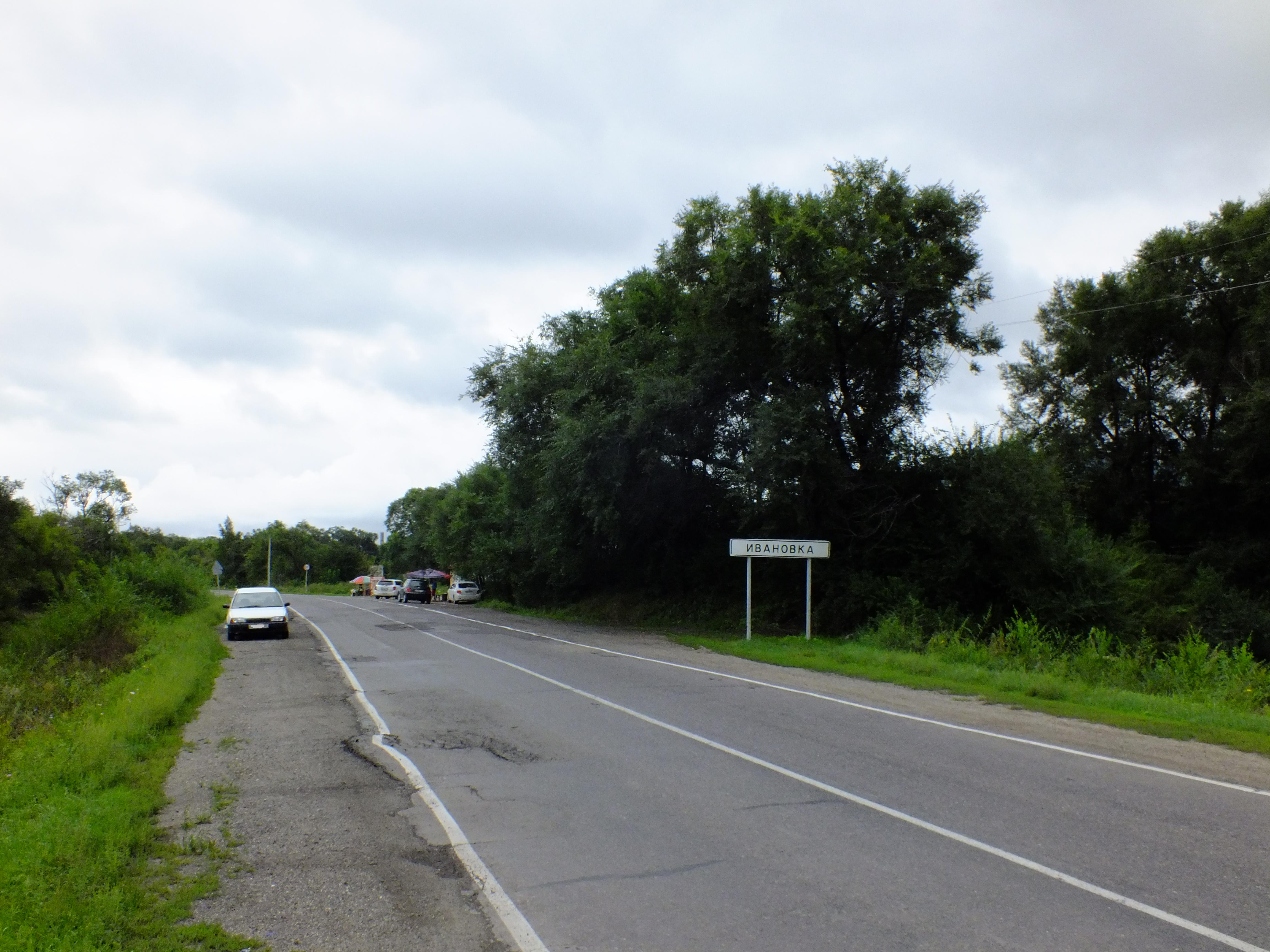
Village d'Ivanovka.
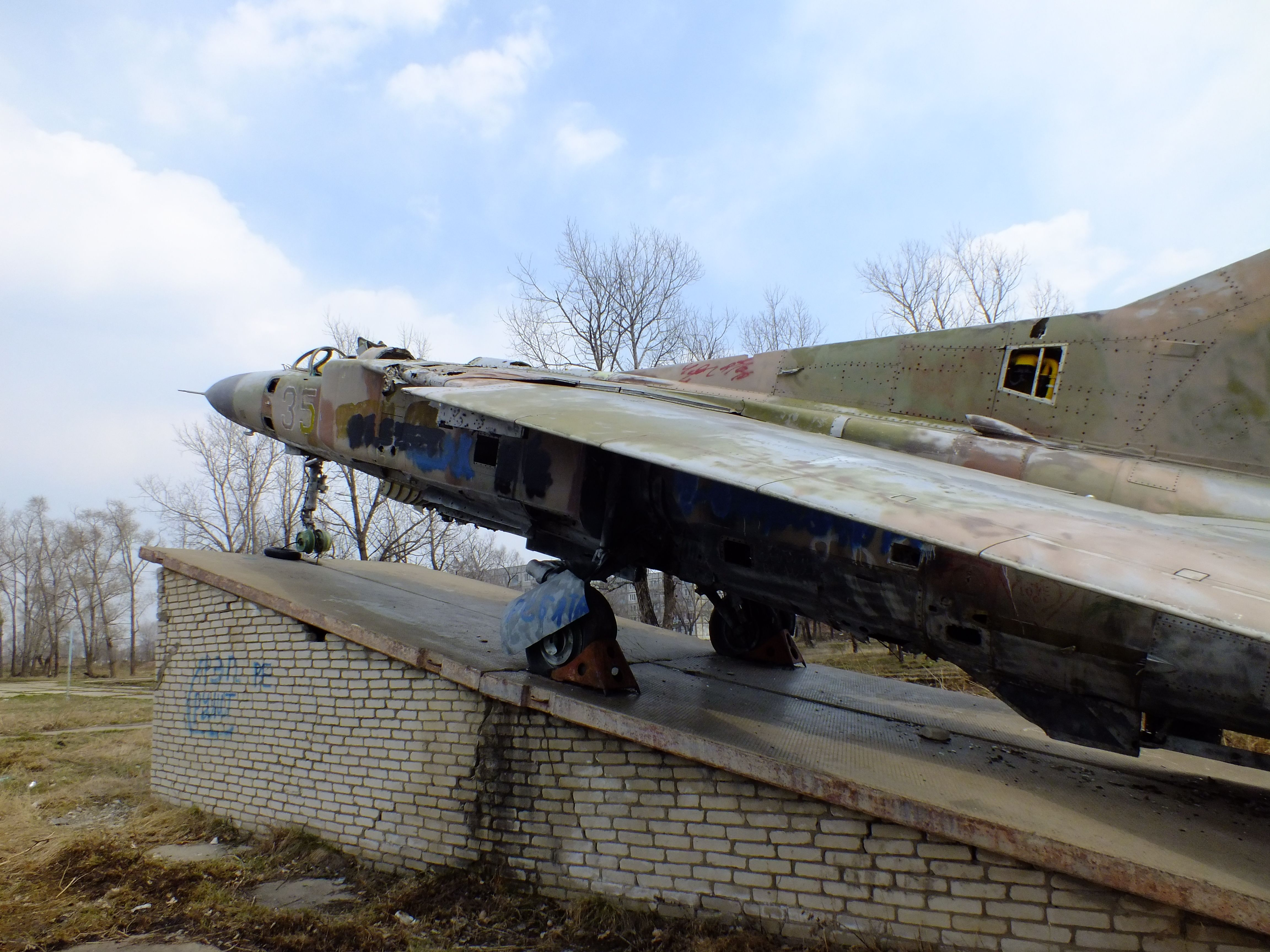
Monument à Kremovo.
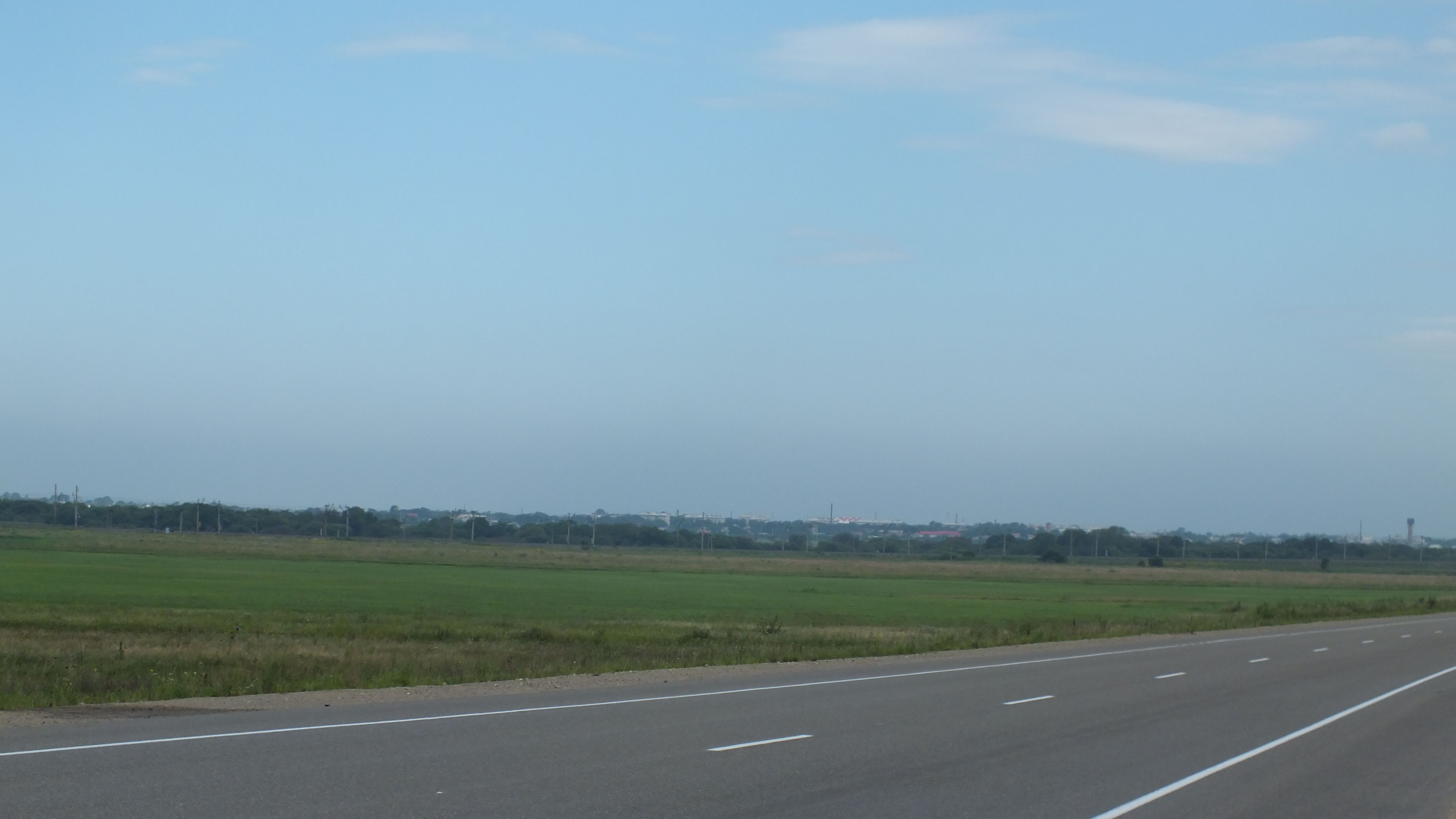
Champ près de Mikhaïlovka vu depuis l'A370.